# Dubec
Dubec (deutsch Tutz) ist ein Gemeindeteil von Třemešné (Zemschen) im westböhmischen Okres Tachov (Bezirk Tachau) in Tschechien.

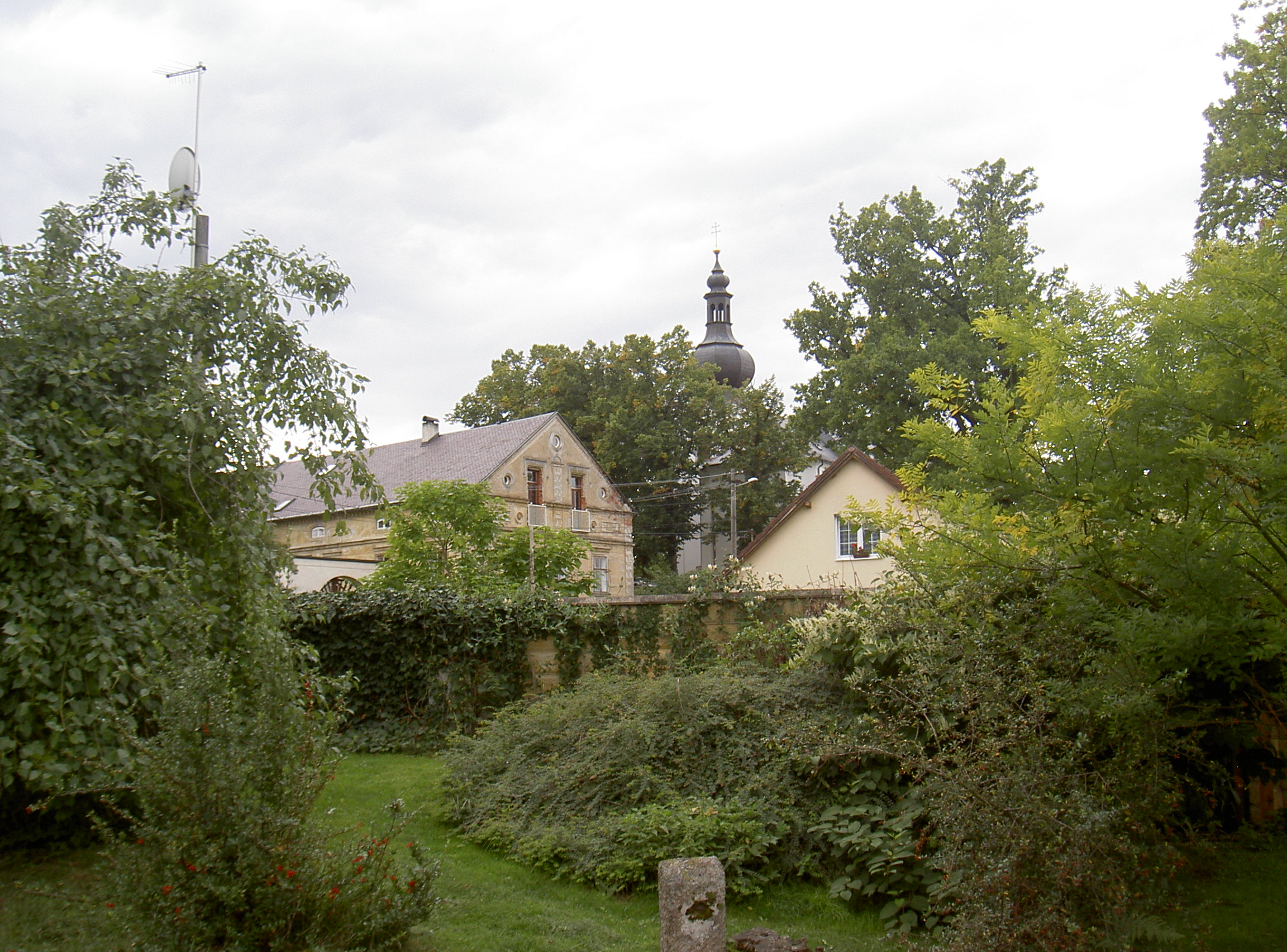
Dubec

## Geografische Lage
Dubec liegt ungefähr zwei Kilometer östlich von Třemešné (Zemschen) am Ufer des Dubecký potok. Dubec hat einen Bahnhof. Es liegt an der Eisenbahnlinie Domažlice (Taus) – Bor (Haid) – Tachov (Tachau) – Planá (Plan) – Mariánských Lázní (Marienbad).

## Geschichte
1384 wurde Dubec als zum Archidiakonat Hořov gehörig erwähnt.
In der Steuerrolle des Jahres 1656 wurde Dubec mit 7 Bauern, 2 Chalupnern (Häusler), einem Gärtner, 35 Gespannen, 17 Kühen, 31 Stück Jungvieh, 95 Schafen und 80 Schweinen aufgeführt. Ein Teil von Dubec gehörte zum Gut Tachlowitz, ein anderer zum Gut Wiedlitz.
Schon vor 1815 gab es in Dubec eine Schule, in die auch die Kinder von Třemešné (Zemschen) und Bezděkov (Pössigkau) gingen. 1834 hatte diese Schule 73 Schülerinnen und Schüler.
Ab 1815 gab es in Dubec eine Pfarrei zu der Třemešné (Zemschen), Bezděkov (Pössigkau) und Pavlíkov (Pabelsdorf) gehörten.
Es gehörte bis zum Ende des Ersten Weltkriegs 1918 zum Königreich Böhmen als Teil Österreich-Ungarns. Nach dem Zerfall der Doppelmonarchie gehörte es zur Tschechoslowakei. Im Münchner Abkommen wurde der Ort dem Deutschen Reich zugeschlagen und gehörte bis 1945 zum Landkreis Tachau im sogenannten Sudetenland. 1938 betrug die Anzahl der Häuser 38, die Einwohnerzahl 174, alle Bewohner waren deutschstämmig.  Am 21. Mai 1945 besetzten die Amerikaner kampflos das Dorf. Im September 1945 begann, auf der Basis der Beneš-Dekrete, die Vertreibung der Einwohner, die im Herbst 1946 abgeschlossen war.